# 香港中醫專業學院
香港中醫專業學院，英文名稱：The professional college of traditional Chinese medicine of Hong Kong ,簡稱港醫專，香港首間利用國內中醫藥大學教材教學的全日制中醫學院。1993年7月由法住教育機構的霍韜晦院長創立，由當時暨南大學附屬醫院院長張大釗教授擔任院長。2002年前卻靜稍稍的被結束。

## 創辦背景
1985-1997年是香港政府積極計劃規管中醫藥及回歸後中醫藥發展安排的時刻，1989年8月，成立了「中醫藥工作小組」並在1994年發表報告。1995年香港中醫藥發展籌備委員會正式成立，作出全港中醫自願登記及中醫藥培訓的調查瞭解，分別於1997年及1999年發表報告。
當年香港的中醫藥教育，依賴中醫師公會及熱心人士設立的中醫學院及研究院，提供晚間上課為主的自編課程，沒有統一性。有見及此一群有心人借重張大釗教授豐富的高等教育經驗及暨南大學的人脈，在獲得法住機構的霍韜晦院長鼎力支持下香港首間全日制中醫學校：香港中醫專業學院正式創立，張大釗教授任創校院長。課程是借鏡國內(主要是暨大)的中醫本科課程，並設有「法住中醫學院門診部」，作臨床實習之用，學術水準及規模是比較完備的。
可惜當時中醫沒有社會地位，更非法定專業，要吸引年青學子入讀十分困難；對中醫有興趣的成年人，也苦於當中醫沒前途，不足以養妻活兒，難於放下工作，在日間攻讀中醫課程，故此香港中醫專業學院長期招生不足。面對經營困境該學院只可順應市場也辦晚間兼讀課程，奈何因成本高昂，其學費較其他民辦中醫學院的課程貴多了，其簽發的證書及文憑亦未獲香港政府承認，故此生源仍然不足。而且，張院長曾任暨南大學醫學院副院長及醫院院長，退休回港後，仍然會回廣州駐診照顧病號，因此港穗兩地往來。雖滿腔熱情，欲為香港中醫藥發展努力，最終力不從心，在資源不足，學生人數不多下，香港中醫專業學院靜悄悄的被淹沒，短命的香港中醫專業學院由創辦到結束只在幾年間，真是蕓花一現，有多少人記得這段歷史。

## 國際學術會議
於1993年12月24至27日 由法住學院主辨、香港中醫專業學院協辦「中國文化與中國醫學」國際會議,與會達50多人，包括中、港、台及海外學者，是同類會議的第一次把醫學提升到文化層次：深入討論中醫前景及中醫人格等議題。是上世紀大中華兩岸四地(包括：中、台、港及澳)首次中醫文化層次的國際學術會議盛事。

## 淹沒的歷史
香港中醫專業學院靜悄悄的被終結了，連法住教育機構的官方網頁也沒有交待。該校原設在法住文化學院何文田總部冠華園大廈內，外牆釘有「香港中醫專業學院」的名字，但隨著法住總部2002年後遷往官塘，該學院的一些書籍被搬到觀塘興業街總部外，其他何歷史痕跡都消失了。

## 課程
1993-1999年3月前: 
針灸進修課程 (與暨南大學中醫針灸培訓中心合辦)：
- 針灸學
- 中醫基礎理論
- 中醫診斷學
- 中醫內科
- 中藥學
- 方劑學

## 外部連線
- 法住機構官方網頁 （页面存档备份，存于）
- 法住文化學院 （页面存档备份，存于）
- 香港中醫藥管理委員會 （页面存档备份，存于）